# Planetă minoră
O planetă minoră, sau planetă mică, este un obiect care orbitează în jurul Soarelui, dar nu răspunde criteriilor definiției unei planete în sensul Uniunii Astronomice Internaționale (care le distinge de cele 8 planete) și nu prezintă activitate cometară (fapt care le distinge de comete). Privitor la acest ultim punct, se pot nota că sunt unele obiecte referențiate în același timp drept planetă minoră și drept cometă, prin faptul că au proprietăți intermediare. Planetele minore pot fi planete pitice, asteroizi, troieni, centauri, obiecte din Centura Kuiper și alte obiecte transneptuniene. Prima planeta minoră descoperită a fost 1 Ceres în 1801. Orbitele a mai mult de 570.000 de obiecte au fost arhivate la Minor Planet Center.

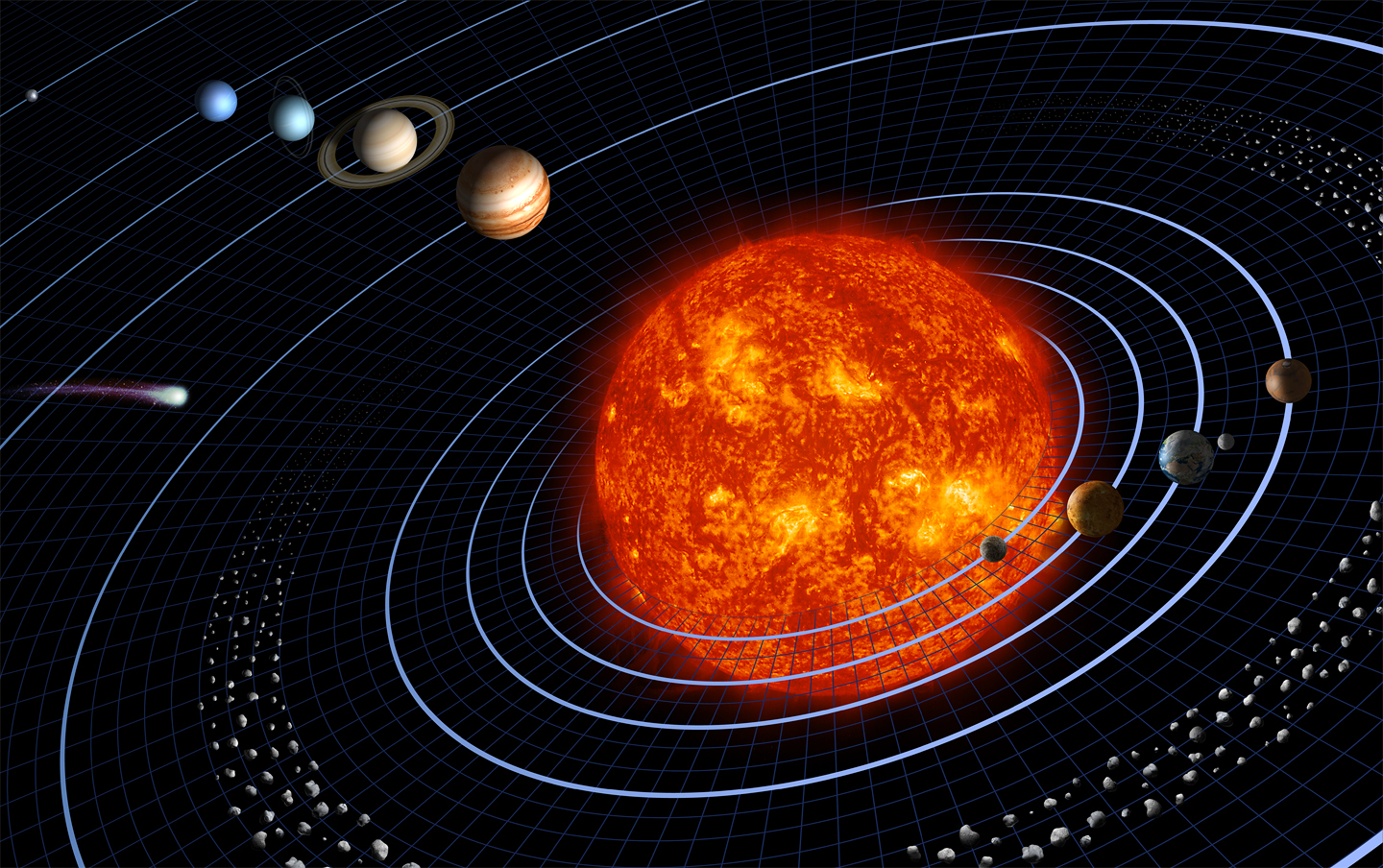
Imagine artistică (scara nerespectată) care ilustreză prezența unor numeroase planete minore care gravitează între Marte și Jupiter (centura principală de asteroizi).

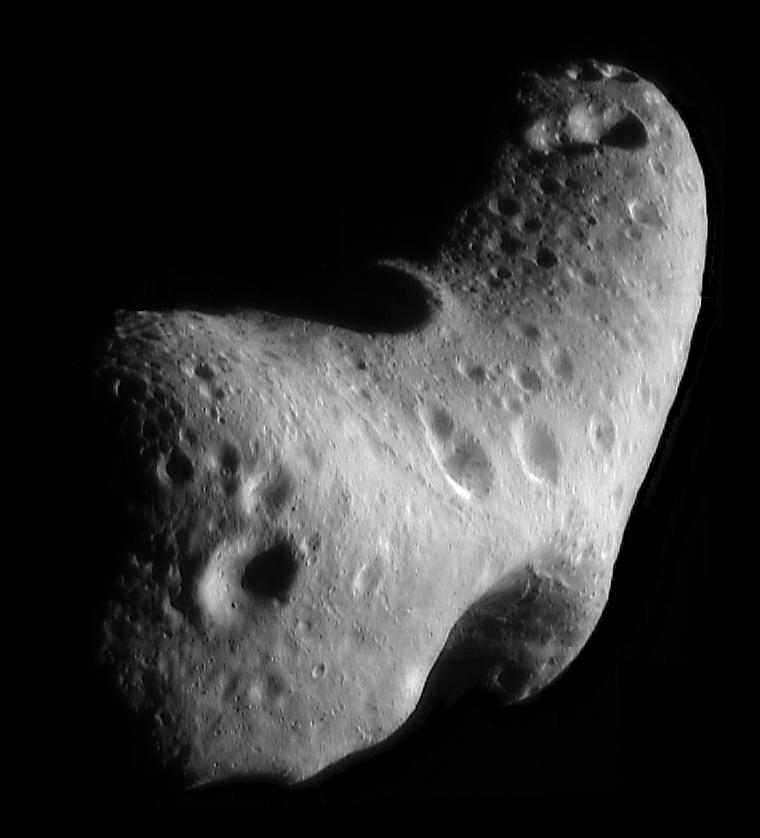
433 Eros, asteroid care intersectează orbita Pământului fotografiat în 2000 de sonda NEAR Shoemaker.

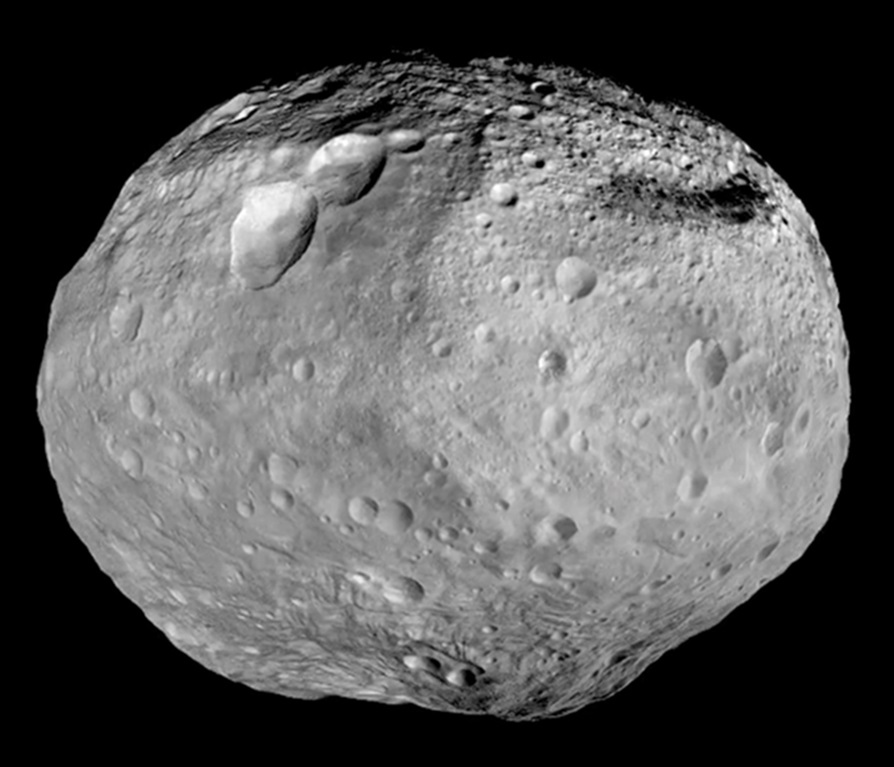
4 Vesta, asteroid mare din centura principală. Imagine reconstituită informatic pornind de la mai multe fotografii luate de sonda Dawn, în 2011-2012.

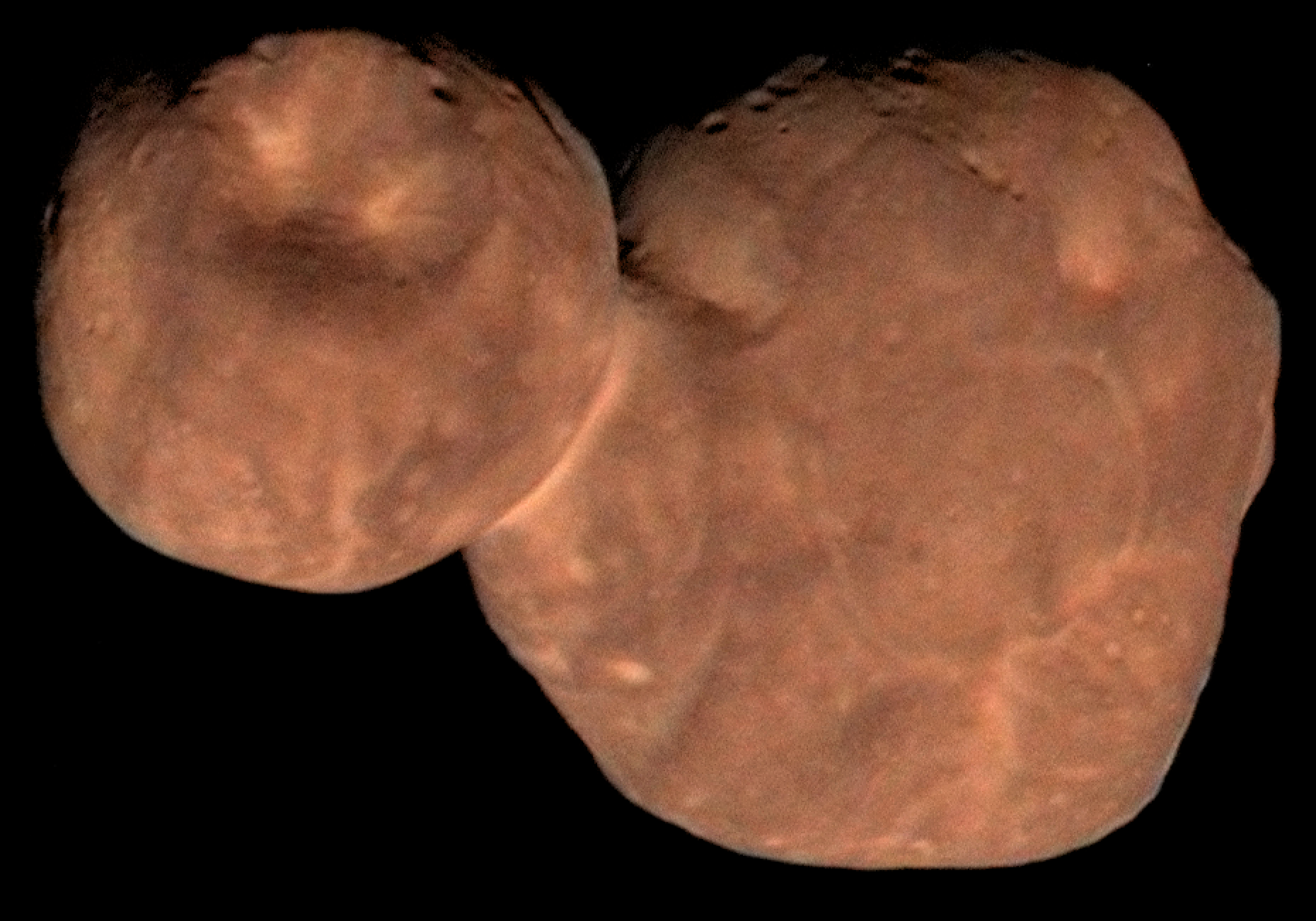
486958 Arrokoth, obiect din centura Kuiper, fotografiat la 1 ianuarie 2019 de sonda New Horizons.

Urmând contextul, conceptul este uneori lărgit la alte sisteme planetare, vezi obiecte interstelare interpretate ca foste planete minore care au fost ejectate dintr-un sistem planetar.
Noțiunea de planetă minoră constituie noțiunea generică pentru a vorbi de planete pitice, asteroizi, centauri, obiecte transneptuniene, obiecte din Norul lui Oort etc. Ea întreține legături strânse cu cele de obiecte mici, de planetoid sau și de meteoroid. Frontierele dintre aceste diferite noțiuni variază urmând diferitele utilizări. A se vedea secțiunea Terminologie.
Distribuția planetelor minore în cadrul Sistemului Solar nu este omogenă și este studiată prin noțiunea de grup de planete minore. Existența acestor grupuri decurge din fenomene dinamice (actuale sau trecute) inclusiv fenomene de rezonanță cu planetele Sistemului Solar la originea zonelor de stabilitate sau, dimpotrivă, de instabilitate. Noțiunea de familie descrie, și ea, seturi de obiecte care împărtășesc proprietăți orbitale similare, dar interpretate ca rezultate din fragmentarea unui obiect anterior în urma unei coliziuni.
Minor Planet Center (MPC) este organismul oficial însărcinat de Uniunea Astronomică Internațională (UAI) să centralizeze informațiile relative la observații, să dea referințe relative la noile obiecte și să administreze denumirile or provizorii sau definitive.
La data de 18 mai 2019, MPC recenza 794.832 de planete minore, dintre care 541.128 numerotate și 21.922 denumite.

## Terminologie și frontiera conceptului de planetă minoră

### Planetă minoră / planetoid / asteroid

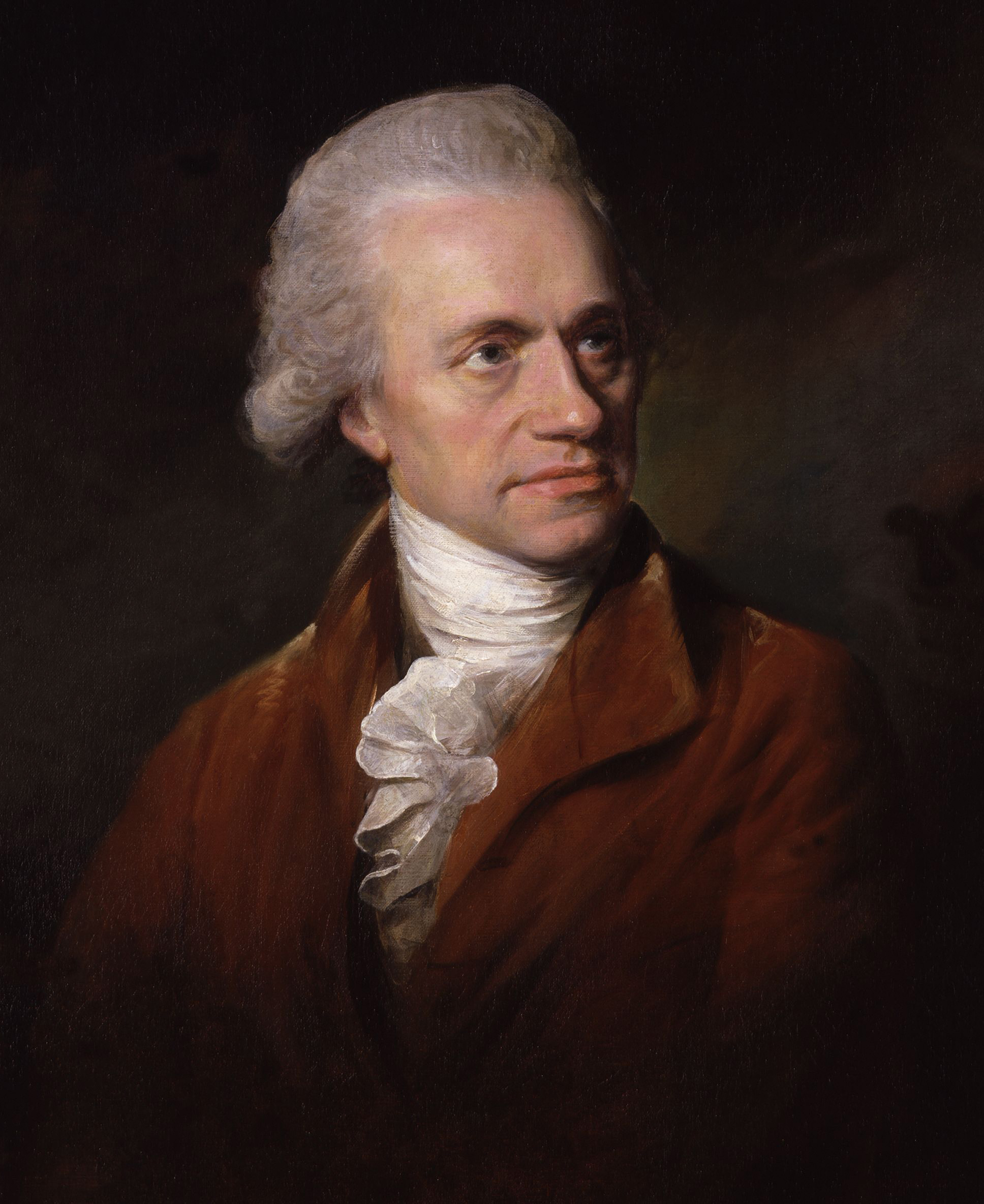
Portret al lui William Herschel care a propus din 1802 termenul de asteroid pentru a vorbi despre noua familie de obiecte începută de 1 Ceres și 2 Pallas.

Termenii asteroid, planetoid și planetă minoră sunt foarte apropiați. Ei au coabitat timp îndelungat ca diferite alternative pentru a desemna aceleași obiecte astronomice.  Utilizările au u evoluat pe măsura descoperirilor care au arătat diversitatea acestor „mici planete”.
Termenul de „asteroid” a apărut la începutul secolului al XIX-lea și se referă la aspectul înstelat al asteroizilor observați cu telescopul. A rămas mult timp cel mai comun termen folosit pentru a desemna toate „planetele mici”. O utilizare din ce în ce mai frecventă urmărește să acorde acest rol termenului de „planetă minoră” și să distingă asteroizii și obiectele trans-neptuniene. (A se vedea secțiunea Asteroizi și obiecte transneptuniene).
Termenul „planetoid” a apărut la sfârșitul secolului al XIX-lea ca alternativă la termenul de asteroid, dar a rămas întotdeauna în utilizare mai puțin frecventă. Se folosește astăzi fie ca sinonim pentru planetă minoră, fie informal pentru a desemna planetele minore mari (cu toate acestea, această utilizare este contestată din 2006 de introducerea conceptului mai precis de planetă pitică).
Termenul „planetă minoră” este folosit de mult timp, însă a căpătat importanță mai ales după crearea, în 1947, a Centrului Planetelor Minore, organism oficial care depinde de Uniunea Astronomică Internațională. Este cel mai bine „normat” dintre cele trei, în sensul în care folosirea lui urmează această instituție. Tinde să devină termenul generic care permite distincția între asteroizi și obiecte transneptuniene.

### Asteroizi și obiecte transneptuniene
Până în anii 1980, toți asteroizii descoperiți gravitau în centura principală sau în zone vecine (asteroizi care intersectează orbita Pământului, troieni ai lui Jupiter, câțiva centauri). Noțiunea de asteroid era, prin urmare, relativ univocă. Descoperirile unor noi centauri apoi mai ales, începând din anii 1990, a unor obiecte transneptuniene tot mai numeroase și mai îndepărtate, au zguduit noțiunea de asteroid. Două utilizări au intrat în concurență și continuă să coexiste:
- fie asteroidul rămâne un termen generic care desemnează toate corpurile care se rotesc în jurul Soarelui și care nu sunt nici planete, nici comete: asteroidul și planeta minoră sunt atunci sinonime, iar obiectele transneptuniene constituie o subclasă de asteroizi.
- fie asteroidul și obiectul transneptunian devin două clase foarte distincte, una pentru a vorbi despre obiecte interne ale Sistemului Solar (în special centura principală, troienii lui Jupiter, obiecte din apropierea Pământului), cealaltă pentru a vorbi despre obiecte externe (în special centura Kuiper), obiecte împrăștiate și detașate, nori ipotetici ai lui Hills și Oort).

Până în prezent, nu există o definiție oficială care să decidă între aceste două opțiuni. Se observă, totuși, că al doilea termen tinde treptat să prevaleze, la fel ca și utilizarea din ce în ce mai frecventă a termenului „obiect”. Coabitarea celor două utilizări poate fi ilustrată prin cele două baze de date publice principale pe această temă: cea gestionată de Jet Propulsion Laboratory folosește prima variantă, în timp ce cea gestionată de Minor Planet Center o folosește pe a doua.

Diagramă Euler care ilustrează relațiile dintre diferitele tipuri de obiecte din Sistemul Solar.

### Planetă minoră / planetă pitică / obiect mic din Sistemul Solar

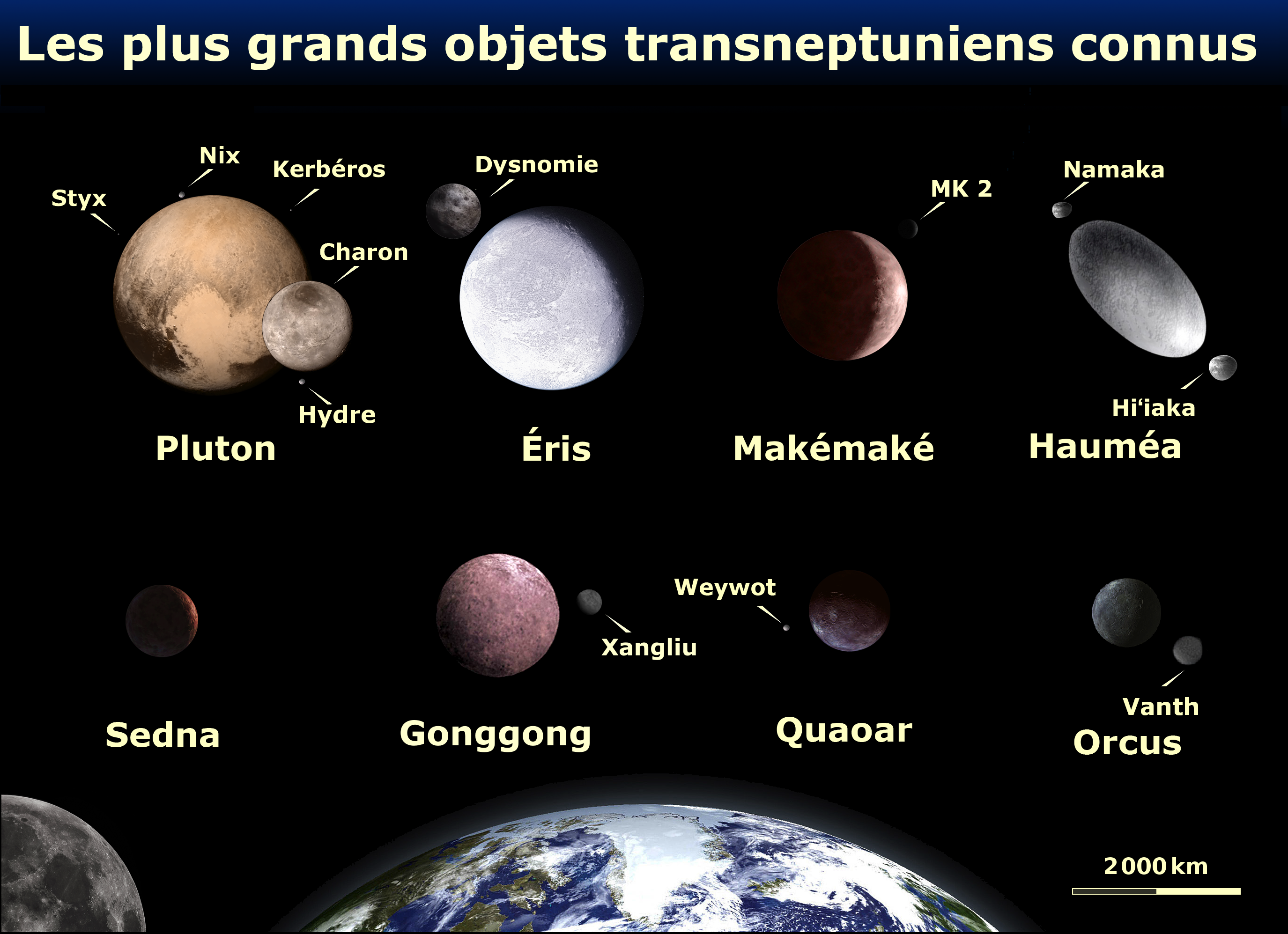
Mărimile comparate ale Pământului și ale unor mari obiecte transneptuniene (cu sateliții lor).

În afară de  Ceres (cu diametrul de aproximativ 1.000 km), toți asteroizii descoperiți în secolele al XIX-lea și al XX-lea au un diametru mai mic de 600 km și deci clar mai mic decât cele ale lui Mercur (cu diametrul de 4.880 km) sau Pluto, considerat atunci a noua planetă (cu diametrul de 2.375 de kilometri). Lucrurile s-au schimbat brusc între 2002 și 2005 odată cu descoperirile succesive a mai multor obiecte transneptuniene cu diametre care se apropie sau depășesc 1.000 km. Cel mai mare dintre ele, Eris, are o mărime comparabilă cu aceea a lui Pluto. Acest fapt a condus Uniunea Astronomică Internațională să clarifice în 2006 distincția dintre planete, planete pitice și obiecte mici. Criteriul reținut nu este un criteriu al mărimii. O planetă verifică două criterii: a) este în echilibru hidostatic, forma sa fiind aproape sferică (eventual elipsoidală din cauza rotației sale) și b) și-a măturat / curățat vecinătatea orbitei. O planetă pitică verifică primul criteriu, dar nu-l verifică pe al doilea. Un obiect mic nu respectă primul criteriu (și a priori, nici pe al doilea).
Două situații pot fi distinse, după zona studiată a Sistemului Solar.

#### Sistemul Solar Interior (până la Jupiter)
Cu foarte  rare excepții, obiectele din această zonă prezintă caracteristicile tipice ale asteroizilor: diametru mai mic de 200 km, formă neregulată care caracterizează obiectele mici, compoziție internă nediferențiată, absența atmosferei... Principala excepție este Ceres (cu diametrul de circa 1.000 km), recunoscută, în 2006, ca planetă pitică. Pe lângă forma sa în echilibru hidrostatic, are o compoziție internă diferențiată și o atmosferă fină de vapori de apă. Pallas, Vesta și Hygiea sunt cei mai mari asteroizi din această zonă, după Ceres (cu diametre cuprinse între 400 și 550 km). Acestea nu au primit statutul de planetă pitică, dar pot prezenta proprietăți intermediare (formă parțial hidrostatică, început de diferențiere...)

#### Sistemul Solar Exterior (dincolo de Jupiter)
Patru obiecte transneptuniene sunt oficial recunoscute ca planete pitice: Pluto, Eris, Makemake și Haumea. Alte obiecte respectă probabil criteriile pentru a fi considerate ca atare. Studii au arătat că numărul lor ar putea atinge mai multe sute printre obiectele transneptuniene, echilibrul hidrostatic fiind susceptibil de a fi atins, în cazul corpurilor înghețate, la diametre mai mici de 500 km.

### Planete minore și meteoroizi
Definițiile uzuale (indiferent dacă este vorba despre asteroid, planetă minoră sau obiect mic) nu dau nicio limită inferioară a mărimii. În particular, definiția dată în 2006 de Uniunea Astronomică Internațională pentru obiect mic nu spune nimic despre acest punct. Această limită rezultă, prin urmare, în practică, de limita de detectare a planetelor minore referințiate, în mod progresiv, de către Centrul Planetelor Minore. Această limită este astăzi de ordinul unui metru pentru asteroizii care intersectează orbita Pământului. 2011 CQ1 este un exemplu de obiect cu diametrul de circa 1 metru, care a fost detectat în timpul trecerii acestuia în proximitatea Pământului și referențiat ca planetă minoră.
Paralel, comisia Uniunii Astronomice Internaționale însărcinată cu studiul meteorilor și meteoriților a precizat, în 1961, noțiunea de meteoroid. Acest termen (introdus în secolul al XIX-lea) desemnează obiectele având o talie comparabilă cu cele care generează meteori (cunoscuți de publicul larg ca „stele căzătoare”!!) sau bolizi când intră în atmosferă. Definiția a fost revăzută în 2017, între altele datorită evoluției limitelor detecției asteroizilor. Conform acestei definiții, un meteoroid este un corp de dimensiuni cuprinse între aproximativ 30 de micrometri și 1 metru. Acest lucru conduce indirect la propunerea de 1 metru ca limită de dimensiune pentru planetele minore. Sub 30 de micrometri, vorbim de praf.

### Planete minore și comete

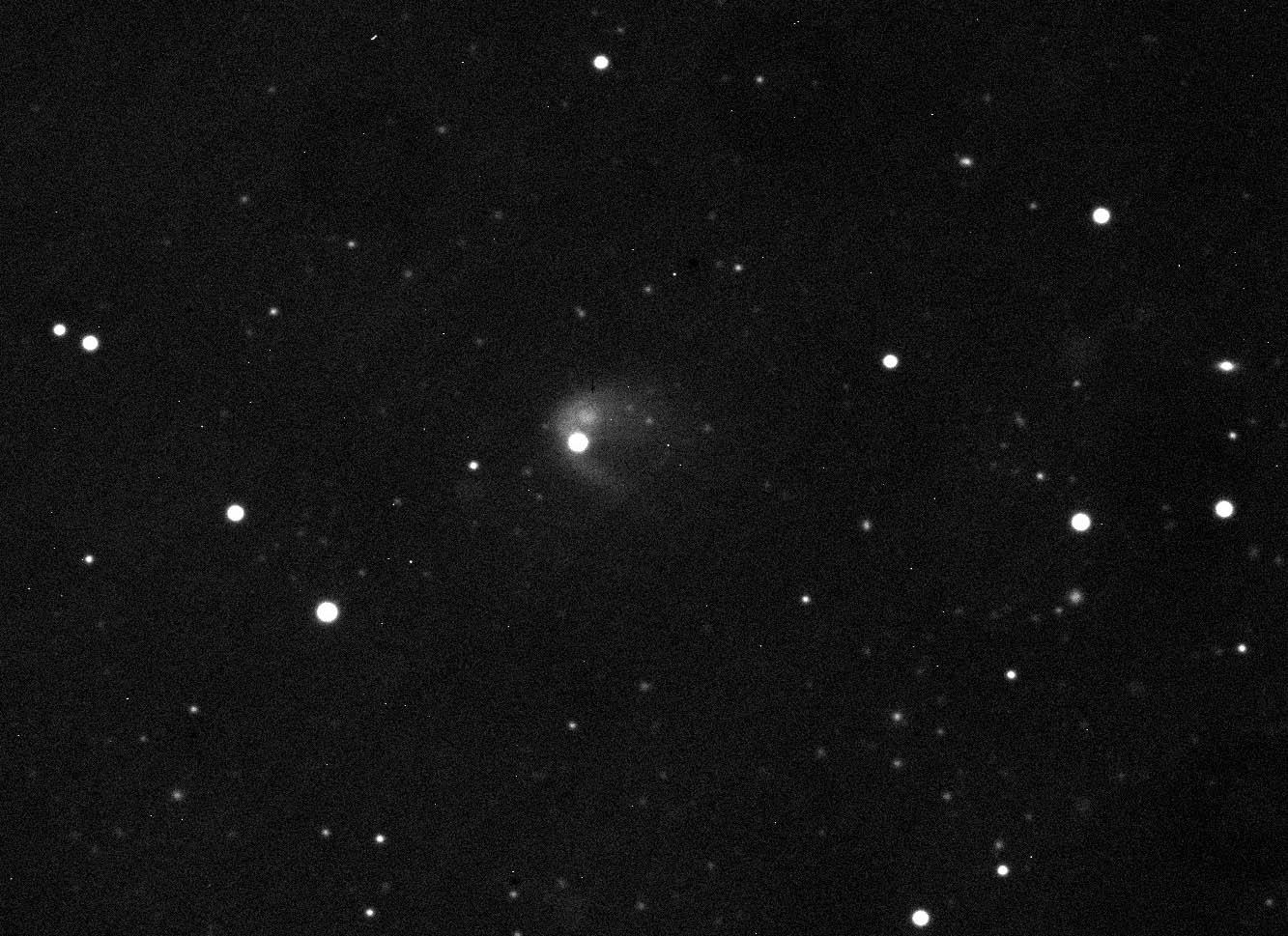
Asteroidul din centura principală 596 Scheila prezentând o aparență cometară la 12 decembrie 2010. Această activitate a fost interpretată ca rezultatul unei coliziuni.

Contrar cometelor, planetele minore (asteroizi sau obiecte transneptuniene) nu prezintă activitate cometară (formare a unei coame sau a unei cozi) când trec la periheliu. Cu toate acestea, această distincție istorică a fost treptat contestată de descoperirile acumulate începând cu anii 1980.
Câțiva asteroizi au fost observați cu activitate cometară, cum ar fi 7968 Elst-Pizarro în centura principală sau centaurul 2060 Chiron. Aceste obiecte, denumite asteroizi activi, sunt catalogate atât ca planetă minoră, cât și ca cometă.
Planetele minore aparținând categoriei damocloizilor sunt obiecte cu o orbită cu perioadă lungă și o excentricitate puternică, la fel cum sunt cometele periodice. Pot fi comete stinse (nuclee cometare care au devenit inactive).
Potrivit unui studiu publicat în revista Nature în 2009, 20 % din obiectele din centura principală ar fi nuclee cometare. Aceste nuclee, provenind din Centura Kuiper, ar fi fost propulsate spre Sistemul Solar Interior în timpul Marelui bombardament târziu provocat îndeosebi de migrația lui Neptun.
La 22 ianuarie 2014, Agenția Spațială Europeană a anunțat prima detecție sigură a unor vapori de apă în atmosfera lui 1 Ceres, cel mai mare obiect din centura de asteroizi.
Detecția a fost realizată prin observațiile în infraroșu îndepărtat ale telescopului spațial Herschel.
Această descoperire tinde să confirme prezența gheții pe suprafața lui Ceres. Potrivit unuia dintre oamenii de știință, acest lucru ilustrează din nou că „delimitarea dintre comete și asteroizi devine din ce în ce mai flu.” 

### Asteroizi capturați de planete
Se crede că unii sateliți care orbitează planetele sunt de fapt asteroizi care au fost „capturați” de acele planete. Acesta este în special cazul unora dintre micii sateliți neregulați ai celor patru planete exterioare. Aceste obiecte sunt clasificate ca sateliți și nu ca asteroizi sau planete minore.

## Denumire
Primele „planete mici” au fost desemnate pentru prima dată printr-un nume de zeitate și un simbol astronomic ( pentru Ceres,  pentru Pallas,  pentru Juno etc.), precum planetele din Sistemul Solar. În 1851, în fața numărului crescând de descoperiri, specialistul german Johann Franz Encke a luat decizia să înlocuiască aceste simboluri printr-o numerotație. În 1947, americanul Paul Herget, director al Observatorul din Cincinnati, a fost însărcinat de Uniunea Astronomică Internațională să fondeze Centrul Planetelor Minore. De atunci, denumirea planetelor minore este asigurată de acest centru.
Când orbita obiectului care pare a fi o nouă planetă minoră a fost determinată, obiectul primește o denumire provizorie constituită din anul descoperirii urmat de o literă care indică chenzina (jumătatea de lună) în timpul căreia s-a produs descoperirea, și o a doua literă care indică ordinea descoperirii în timpul acelei chenzine (litera I nu este utilizată). Dacă au fost descoperite mai mult de 25 de obiecte în acea chenzină, se reîncepe alfabetul adăugând un număr care indică de câte ori a fost reutilizată a doua literă (exemplu: 1998 FJ74).
| Luna       | De la 1 la 15 | De la 16 la 31 |
| ---------- | ------------- | -------------- |
| Ianuarie   | A             | B              |
| Februarie  | C             | D              |
| Martie     | E             | F              |
| Aprilie    | G             | H              |
| Mai        | J             | K              |
| Iunie      | L             | M              |
| Iulie      | N             | O              |
| August     | P             | Q              |
| Septembrie | R             | S              |
| Octombrie  | T             | U              |
| Noiembrie  | V             | W              |
| Decembrie  | X             | Y              |

După mai multe observații concordante, descoperirea este confirmată, iar planeta minoră primește o denumire definitivă constituită dintr-un număr permanent, notat între paranteze, urmat de denumirea sa provizorie (exemplu: (26308) 1998 SM165). Unele planete minore primesc apoi un nume care înlocuiește denumirea provizorie (exemplu: 588 Achilles / (588) Achille). Primele planete minore au primit nume ale personajelor din mitologia greacă sau romană, așa cum au primit planetele din Sistemul Solar și sateliții lor. Alte mitologii au fost apoi utilizate (nordică, celtică, egipteană...) precum și nume de locuri, prenume sau hipocoristice (diminutive), nume ale unor personaje fictive, ale unor artiști, oameni de știință, personalități din cele mai diverse medii, referințe la evenimente istorice. Sursele de inspirație pentru denumirea planetelor minore sunt de acum foarte variate. Din anii 1990, ritmul descoperirilor este atât de mare încât planetele minore fără nume au devenit majoritare.
Planetele minore ale unor grupe orbitale au nume având o temă comună. De exemplu, centaurii sunt denumiți după centaurii din mitologie, troienii lui Jupiter după eroii din Războiul Troiei, troienii lui Neptun după amazoane.

## Baze de date și numărul planetelor minore referințiate

### Baze de date
Mai multe baze de date recenzează în totalitate sau parțial planete minore. Cele două mai importante sunt:
- MPC Database: bază de date oficială adusă la zi de Centrul Planetelor Minore (MPC), organism care depinde de Uniunea Astronomică Internațională (UAI);
- JPL Small-Body Database: bază de date adusă la zi de Jet Propulsion Laboratory (JPL), organism care depinde de NASA.

Cele două baze de date sunt publice și accesibile online.

### Numărul planetelor minore referințiate
Până la data de 18 mai 2019, MPC recenzase 794.832 de planete minore, dintre care 541.128 numerotate și 21.922 denumite.
Viteza descoperirilor s-a accelerat în mod regulat ca efect al evoluțiilor tehnologice. Introducerea sistemelor automatizate a amplificat în plus fenomenul după anii 2000 (a se vedea secțiunea Metode de detecție și analiză).

Evoluția numărului de asteroizi identificați între 1995 și 2018.

|                                      | 1800 | 1850 | 1900 | 1950  | 2000         | 2018         |
| Data informației de la MPC           |      |      |      |       | 11 decembrie | 26 octombrie |
| ------------------------------------ | ---- | ---- | ---- | ----- | ------------ | ------------ |
| Numărul planetelor minore numerotate | 0    | 13   | 463  | 1.568 | 19.910       | 523.824      |
| Increment                            | /    | 13   | 450  | 1.105 | 18.342       | 503.914      |

|                                              | 1995        | 2000         | 2005         | 2010         | 2015         | 2018         |
| Data informației de la MPC                   | 7 decembrie | 11 decembrie | 15 decembrie | 28 noiembrie | 25 decembrie | 26 octombrie |
| -------------------------------------------- | ----------- | ------------ | ------------ | ------------ | ------------ | ------------ |
| Numărul planetelor minore referințiate       | 29.039      | 108.066      | 305.224      | 540.573      | 701.660      | 789.069      |
| Numărul planetelor minore numerotate         | 6.752       | 19.910       | 120.437      | 257.455      | 455.144      | 523.824      |
| Numărul planetelor minore denumite           | 4.974       | 7.956        | 12.779       | 16.216       | 19.712       | 21.787       |
| Increment pentru planetele minore numerotate | /           | 13.158       | 100.527      | 137.018      | 197.689      | 68.680       |

## Parametrii orbitali
În cele ce urmează, ua este notația unității astronomice, a cărei lungine corespunde cu distanța dintre Soare și Pământ (circa 150 de milioane de kilometri).

### Principalii parametri orbitali
Orbitele planetelor minore descriu elipse în jurul Soarelui. Asemenea orbite sunt descrise clasic prin 5 parametri numiți elemente orbitale. Primele două descriu forma și mărimea elipsei orbitale, ultimele trei descriu poziția sa unghiulară. Clasificările orbitale ale planetelor minore se sprijină îndeosebi pe parametrii a, e și i.
- a = semiaxa majoră (distanță în ua): semiaxa majoră este reprezentativă distanței medii la Soare.
- e = excentricitate (coeficient de la 0 la 1): o excentricitate de 0 corespunde unui cerc; circ 75% dintre planetele minore au o excentricitate slabă (≤ 0,2) și o orbită mai mult sau mai puțin circulară; aproximati 550 au o excentricitate foarte puternică (≥ 0,8) și o orbită foarte alungită între care vreo 60 au o excentricitate mai mare de 0,95 (aprilie 2019[JPL 1])
- i = înclinație (unghi în grade): este vorba de înclinația în raport cu ecliptica (planul în care gravitează Pământul); circa 90% dintre planetele minore au o înclinație slabă (≤ 20°); în jur de 230 au o înclinație puternică (≥ 60°) dintre care circa 100 sunt retrograzi cu i > 90° (aprilie 2019[JPL 2])
- ω = argumentul periheliului (unghi în grade)
- Ω = longitudinea nodului ascendent (unghi în grade)

Alți doi parametri orbitali sunt folosiți în mod curent, îndeosebi pentru studierea fenomenelor de întretăiere a orbitelor. Cei patru parametri a, e, q și Q sunt redundanți: cunoașterea a doi dintre ei poate permite aflarea celorlalți doi.
- q = distanța la periheliu (distanță în ua): distanța la Soare în punctul cel mai apropiat (periheliu)
- Q = distanța la afeliu (distanță în ua): distanța la Soare în punctul cel mai îndepărtat (afeliu).

### Parametrii legați de mișcarea planetei minore pe orbita sa
- P = perioadă (durată în ani): timpul necesar planetei minore pentru a face o revoluție completă în jurul Soarelui; perioadele celor mai îndepărtate obiecte transneptuniene pot depăși 50.000 de ani. (aprilie 2019)[MPC 1])
- n = viteză unghiulară medie reală (viteză unghiulară în °/zi) = 360/P
- t0 = epocă (dată): dată de referință care permite calcularea poziției actuale a planetei minore pe orbită; epoca asociată fiecărei planete minore este adusă la zi în mod regulat în bazele de date oficiale
- M0 (sau M în bazele de date) = anomalie medie la epocă (unghi în grade): poziția obiectului pe orbită la data de referință t0 (epocă)

Poziția obiectului la un moment t poate fi dată de anomalia medie (M = M0 + n(t-t0)), anomalia excentrică sau anomalia adevărată.

### Elemente orbitale proprii
Perturbații tinde să modifice cu încetul orbita planetelor minore. Aceste perturbații sunt datorate îndeosebi atracției gravitaționale a planetelor. Ele influențează toate elementele orbitale, inclusiv a, e și i.
Aceste evoluții sunt la originea distincției dintre elementele orbitale osculatoare (cele date în general, care descriu bine mișcarea curentă, dar fluctuează în timp) și elementele orbitale proprii (independente de aceste fluctuații). Aceștia sunt parametrii specifici care fac posibilă identificarea familiilor de asteroizi (rezultate în urma coliziunilor) în centura principală.

### Alți parametri
- TP = parametrul lui Tisserand în raport cu o planetă P (parametru fără dimensiuni): parametru complex (calculat pornind de la parametrii a/aP, e și i) care caracterizează influența gravitațională a planetei P asupra planetei minore; acest parametru decurge din teoria problemei a 3 corpuri (aici Soarele, planeta P, planeta minoră); parametrii TJ și TN în raport cu Jupiter și cu Neptun sunt de exemplu utilizați pentru caracterizarea unor grupuri orbitale așa cum sunt damocloizii, centaurii, obiectele împrăștiate sau obiectele detașate;
- DMIO-T (sau mai adesea E-MOID din engleză) (distanță în ua): Distanță Minimă de Intersecție cu o Orbită Terestră (DMIO-T) caracterizează riscul de coliziune cu Pământul; parametri comparabili există și pentru celelalte planete ale Sistemului Solar.